# Industriella revolutionen

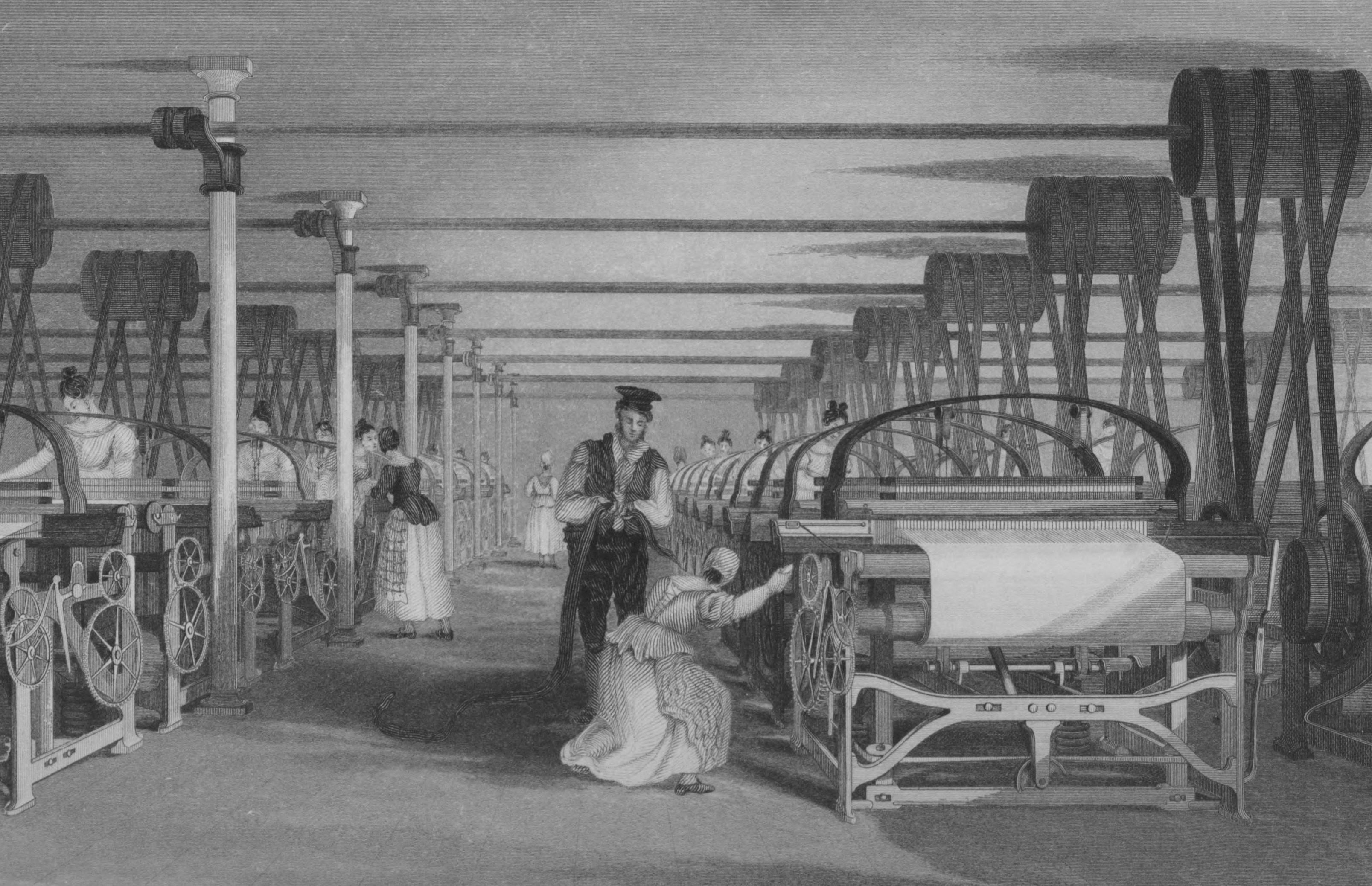
Mekaniska vävstolar. Illustration från 1835.

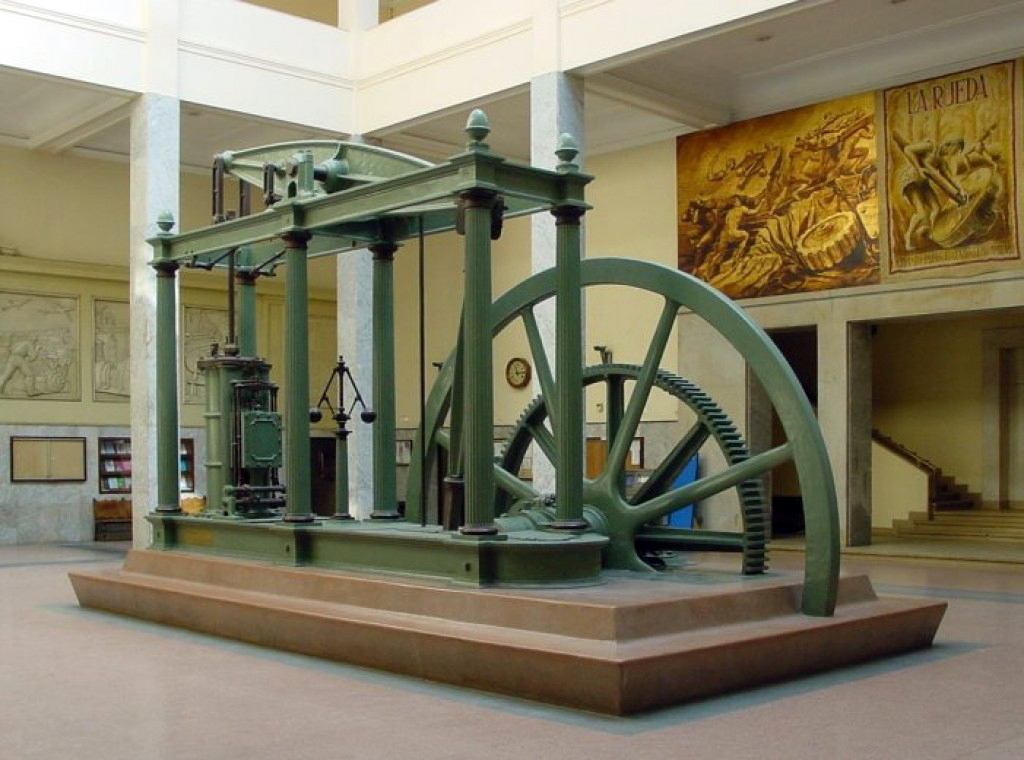
Watts ångmaskin.

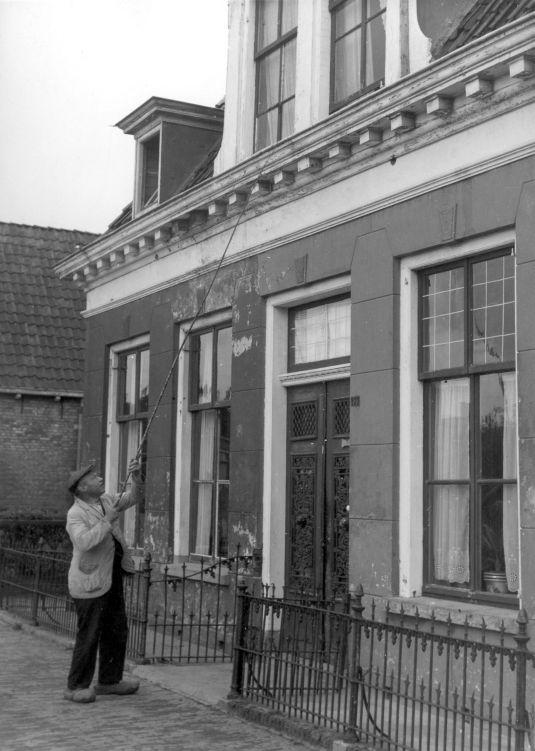
En knocker-up var ett yrke i början och under den industriella revolutionen. En knocker-ups uppgift var att väcka sovande människor så att de kunde komma till jobbet i tid.

Den industriella revolutionen (den första av fler sedermera följande) var en omvälvning från jordbrukssamhälle till industrisamhälle som innebar stordrift och masstillverkning med maskinella hjälpmedel och som inleddes i Storbritannien cirka 1760 inom textilindustrin, särskilt bomullsindustrin och fortsatte till början av 1830-talet. Den kunde innebära en kraftig ökning av hur mycket som producerades, i något fall med en faktor av 100.
Den industriella revolutionen innebar även en radikal förändring i samhället med nya förhållanden av teknisk, ekonomisk, social och politisk innebörd. I forskningen beskrivs den industriella revolutionen ofta som den ekonomiska historiens "big bang", med tanke på alla de stora förändringar för såväl människor som miljö som följde i dess spår. De stora förändringarna började i Storbritannien och där främst inom textilindustrin, särskilt bomullsindustrin. Inom jordbruket infördes rationellare brukningsmetoder och stordriften växte på smådriftens bekostnad. England var också väldigt rikt på järn och kol vilket de använde för den industriella revolutionen.  
Den industriella revolutionens framsteg fick allt större betydelse när ångdrivna fartyg och järnvägar blev allt vanligare. Under 1800-talet spreds omvälvningen till övriga Västeuropa, Nordamerika och Japan och senare till resten av världen. Konsekvensen blev omfattande förflyttningar av befolkningen, från landsbygden till städernas industrisamhällen som byggdes upp (se urbanisering).
Ironbridge i Shropshire, vid gränsen mellan England och Wales, är den plats man brukar hänvisa till som den ”industriella revolutionens vagga”. Ironbridge är idag ett världsarv.

## Från hantverk till fabriksproduktion

### Det började i produktionen av textilier
Början av den industriella revolutionen förändrade framför allt textilindustrin i Storbritannien. Under 1700-talet i Storbritannien var det vanligt med tillverkning av bland annat kläder och hantverksprodukter i hemmen på landsbygden. Man växlade mellan tillverkning i hemmen under vinterhalvåret och jordbruksarbete under sommarhalvåret. Detta kallas för protoindustrialisering. Hemindustrin utvecklades först till små verkstäder med ett fåtal arbetare, så kallade manufakturer. Senare organiserade man hantverksfabriker, där man tog vara på fördelarna med arbetsdelning (specialisering) och stordrift, men fortfarande bedrev tillverkningen hantverksmässigt och med enkla redskap. Hantverksfabrikerna förlades till landsbygden för att det där fanns god tillgång på arbetskraft, energi och råvaror. 
Den första praktiskt fungerande ångmaskinen, som var tillräckligt robust för att pumpa vatten ur gruvor, konstruerades av engelsmannen Thomas Newcomen 1712 utifrån Denis Papins principer. Newcomens ångmaskin hade låg verkningsgrad vilket gjorde att den var klumpig och hade hög kolförbrukning. 

Spinning Jenny.

1734 uppfanns den flygande skytteln. Den är inte en maskin, men den gjorde ändå att det gick dubbelt så fort att väva. Ett ofta anfört tidigt exempel på verklig industrialisering är James Hargreaves Spinning Jenny, 1764, en maskin som tillverkade garn av lösa tågor av kardad ull eller bomull genom att tvinna dem. Med hjälp av den kunde en arbetare producera upp till hundra trådar samtidigt. Under den första tiden drogs dessa maskiner för hand. Den första Spinning Jenny förstördes av handspinnare som fick reda på att den hade uppfunnits. De var rädda för att bli arbetslösa så de bröt sig in i Hargreaves verkstad och slog sönder maskinen.  
Andra exempel på produktivitetsökande maskiner är Richard Arkwrights vattenspinnmaskin ("waterframe"), Samuel Cromptons spinnmaskin (”mule-jenny”) och Edmund Cartwrights mekaniska vävstol. De åstadkom först och främst inom bomullsindustrin en enorm ökning av produktionen, vars utveckling utövade ett starkt stimulerande inflytande på andra fält av näringslivet.

### Ångmaskinen uppfanns
Skotten James Watt uppfann 1765 en nästan helt ny ångmaskin, där kondensationen av ångan ägde rum utanför cylindern i en kondensor. Denna uppfinning, och följande uppfinningar, gav en mycket högre verkningsgrad vilket ledde till mer kompakta konstruktioner. Därmed fick ångmaskinen många fler tillämpningar och det behövdes inte längre lika mycket vatten-, vind- eller muskelkraft som tidigare. Ångmaskinerna drevs av träkol vilket gjorde träkol till en efterfrågad vara. 
För järnhanteringen inträdde en ny era när man lärde sig att använda stenkol istället för träkol för smältningen, ångmaskiner började användas till masugnsdriften och puddelprocessen började tillämpades. Detta stimulerade i sin tur gruvhanteringen till ökad produktion. Kedjeverkan fortsatte på det sättet från det ena området till det andra. 
En annan viktig uppfinning, som kom att förbättra transportmöjligheterna, och på så vis också spelade en nyckelroll i den industriella revolutionen, var John Loudon McAdams uppfinning makadam, som innebar att landtransporter blev tillförlitliga oavsett väderlek året runt.

### Nytt transportmedel
Även den nya uppfinningen ångloket kom att spela en viktig roll i den industriella revolutionen och 1830 började järnvägar att byggas. Det ansågs av många som rent ut sagt farligt att färdas i 18 km/h. Med järnvägen och ångloken ökade också efterfrågan på kol. Sedermera kom ångbåtarna. 
Så skedde – först i England och senare i andra länder – övergången från hantverk och förlagssystem med hemindustri till fabrikssystem och storindustri, varmed inträdde massproduktion för massanvändning över allt större områden. Industriarbetarna skildes fullständigt från jordbruket och ägnade all sin arbetstid åt fabriken. 
Innan ångmaskinen infördes, var fabrikerna ännu små och lokaliserade invid vattenfall. När mekanisk drivkraft, till exempel ångmaskiner som drev mekaniska vävstolar, alltmer tog över det hantverksmässiga arbetet som tidigare gjorts med enkla redskap, växte verkstäderna till fabriker. Tillverkningen blev ”fabriksmässig” med flera hundra arbetare som skötte maskinerna under en fabriksledning och varor kunde nu produceras i stora mängder som sedan såldes till allmänheten. Sedan ångkraften kommit till användning, flyttades de i allmänhet in till städerna, och den tekniska såväl som den ekonomiska koncentrationen verkade snabbt. Medan befolkningen i England och Wales fördubblades under tiden 1760–1830, samlades den övervägande delen av dem i stora städer. Arbetsfördelningen och industrins effektiva organisation och lokalisering utvecklades ännu mycket mer än tidigare. Den industriella lönearbetarklass som nu uppstått under maskinteknikens utveckling var dels i behov av, dels inte i behov av yrkesskicklighet. Denna egendomslösa industriarbetarklass saknade i stor utsträckning en sak som de tidigare hantverksarbetarna i allmänhet hade: hoppet att kunna uppnå en ekonomiskt självständig ställning. Avståndet mellan arbetsgivarna och arbetarna blev större och arbetarnas beroende av arbetsgivarna blev också större än tidigare. Skråväsendet avskaffades helt. Yrkeslagstiftningen från merkantilismens tid avskaffades successivt. Den ekonomiska liberalismens laissez faire-system infördes enligt de principer som Adam Smith utvecklat i sitt klassiska verk Nationernas välstånd. 

### Försämringar för vanligt folk
Den industriella revolutionen var för England inte bara en tid av stora framsteg i vilken bruttonationalprodukten växte oerhört mycket. Den var också en tid av fattigdom och försämringar för vanliga människor. Det är oklart hur stor del av missförhållandena som bör tillskrivas det nya produktionssystemet och hur stor del som berodde på allmän depression, dåliga skördar eller spannmålstullar. Arbetslösheten som massföreteelse, var känd långt före den industriella revolutionen. Nu antog den dock mer elakartade former: genom tillämpningen av maskinteknik blev stora grupper av arbetare, särskilt äldre, arbetslösa, och det ökande ömsesidiga beroendet mellan allt större antal av arbetare, vilket följde av det nya produktionssystemet, ledde till en både kvantitativ och kvalitativ ökning av missförhållandet. En avsevärd del av det arbete som tidigare utförts av vuxna manliga arbetare, kunde nu utföras av maskiner skötta av kvinnor eller barn. Just därför var det som barnarbetet i fabrikerna ökade till så stor omfattning. Hatet mot maskinerna blev starkt bland arbetarna. Talrika och långtgående våldsamheter mot tekniska anläggningar förekom. De mest omtalade av dem är ludditoroligheterna 1816–1817, vilka dock troligtvis snarare var en yttring av allmänt missnöje än av särskild bitterhet mot maskinerna. Barn- och kvinnoarbetet, och de vedervärdigheter som följde i samband med dem, resulterade i starka folkrörelser. 
De mycket stora befolkningarna som samlades i de svällande storstäderna, till exempel Manchester, orsakade en oerhörd trångboddhet och farliga hygieniska missförhållanden, mot vilka en kampanj tog fart först mot mitten av 1800-talet, efter att sjukdomen kolera hade härjat. Sedan 1700-talet hade det funnits fackföreningar i England som en tid förgäves arbetade för en bättre tillämpning av gällande, men inte tillämpade, lagar, särskilt Elisabets lärlingslag med fasta löner. År 1824, äntligen befriade från det genom 1799–1800 års lagar genomförda totalförbudet, utvecklades fackföreningarna senare på det sätt som gjort dem till förebild för alla världens fackföreningar. Och efter 1840-talets mitt växte konsumentkooperationen parallellt med fackföreningarna. Den industriella revolutionens ekonomiska och sociala verkningar måste också ha påverkat den första stora rösträttsreformen 1832, vars otillfredsställande karaktär skarpt illustrerades av den politisk-sociala arbetarrörelsen chartism. 

### Spridningen till andra länder
Utvecklingen i Storbritannien spreds i början av 1800-talet till Belgien, Tyskland och Frankrike, för att senare spridas över hela jordklotet, där det nya produktionssystemet infördes. Industrialismen gav arbetarfrågan ny aktualitet, och i industrialismens spår följde den socialistiska rörelsen. 
Inom jordbruket följdes den industriella revolutionen av rationellare brukningsmetoder och stordriftens tillväxt på bekostnad av smådriften. 
I Kontinentaleuropa och i Nordamerika kom samma rörelse igång först under det sista årtiondet av 1700-talet och de första årtiondena av 1800-talet. I Sverige var det ungefär från år 1800. Under den här tiden skedde en påtaglig regional specialisering, där hantverksprodukter tillverkades i Dalarna, järn i Bergslagen, textil i Borås och Norrköping. Den regionala specialiseringen berodde bland annat på tillgång på råvaror, arbetskraft och kapital.
Textilindustrin i Storbritannien var i stor utsträckning beroende av import av bomull från slavplantager i Nordamerika och delar av Sydamerika.

## Råmaterial
När man skulle tillverka järn behövdes mycket skog och järnmalm och i Europa under 1700-talet hade nästan alla länder utom Ryssland och Sverige förbrukat sina tillgångar av järn och trä. En av anledningarna till att det engelska landskapet ser ut som det gör idag, med lite skog, är just att under industriella revolutionen högg man ner nästan all skog för att kunna tillverka träkol. Ryssland och Sverige var de länder som producerade mest järn under 1800-talet och exporten har betytt mycket för den industriella utvecklingen och välståndet i Sverige. 
Under perioden 1850–1890 kom den svenska exportindustrin att utvecklas mycket snabbt. Sverige exporterade råvaror, främst havre, trä och järn. Exporten av havre kom att driva på kommersialiseringen av jordbruket. Exporten av trä skedde främst ifrån Norrland. 
Norrland var en av Sveriges verkliga tillväxtregioner under den här tiden, med en omfattande inflyttning av arbetskraft från resten av landet. Framför allt Sundsvall kom att utvecklas till ett viktigt centrum för träexporten. Den gamla trästaden brann ner till grunden 1888 och ett helt nytt centrum med ståtliga byggnader i sten byggdes med pengar från den framgångsrika trä- och sågindustrin. 
Sverige sålde 80 procent av järnet till England som sedan förädlade det till stål, men senare lyckades engelsmännen genom en ny metod, den så kallade Thomasprocessen, tillverka järn av fosfor-rik järnmalm som England hade mycket av. Man använde stenkol för att smälta järnmalmen. För det järn som tillverkades i Sverige måste stenkolen importeras  från England.

## Urbaniseringen
När utvecklingen skett så snabbt i städerna tog urbaniseringen kraft. Lantbrukare behövdes inte längre ute på fälten, efter agrara revolutionens uppfinningar, och i de industrialiserade städerna behövdes det folk. Därför flyttade lantbrukare till städerna för att få jobb på fabriker. Dessa jobb var krävande och då fabriksägarna hade ett så stort utbud av arbetskraft fick arbetarna väldigt låg lön, vilket tvingade dem till att jobba långa skift. Det fanns enligt fabriksägarna inga behov av skyddsanordningar vid maskinerna. Om en arbetare förolyckades fanns det nya att ta in från gatan. Detta förändrades senare när fabriksarbetet krävde mer specialisering, då man ville skydda sin arbetskraft eftersom utbildning var dyrt.

## Agrara revolutionen
I början av 1700-talet bodde landsbygdsbefolkningen i byar och nästan alla försörjde sig på jordbruk. Jorden var uppdelad i remsor, tegar, och varje bonde hade några tegar runt om byn. Tegarna var mycket små och det var svårt att plöja jorden utan att råka komma in på någon annans teg. För att upprätthålla ordning fanns det ett byalag som bestämde när olika arbeten skulle utföras och vem som skulle göra det: till exempel när bönderna skulle höstså, vårså eller lägga marken i träda. 
Redan på 1500-talet genomfördes skiftesreformer av jordbruket i England genom att man slog ihop tegarna till stora åkrar. De gamla byorganisationerna splittrades. I Sverige genomfördes det så kallade storskiftet runt sekelskiftet 1800, enskiftet och det laga skiftet i mitten av 1800-talet. Detta ledde till att de gamla radbyarna i stort sett försvann till förmån för enskilt belägna gårdar med sammanhängande jordinnehav. 
De större ägorna möjliggjorde experiment med nya grödor, nya mer effektiva jordbruksmetoder och redskap. Det är detta som gett upphov till termen ”den agrara revolutionen”
Parallellt med skiftesrörelsen i Sverige avyttrade även staten stora landinnehav till privata jordägare. Skiftesrörelsen och avyttringen kom att leda till att det svenska jordbruket kommersialiserades, statens inflytande och inkomster från arrende minskade och tillföll istället privata jordägare. 
Stigande spannmålspriser runt sekelskiftet 1800 ledde också till ökade investeringar från de självägande bönderna i ökad spannmålsproduktion. 
Omfattande konstruktioner av kanaler 1780–1820 och investeringar i vägnätet ledde till en ökad integration av marknaden och minskade transaktionskostnader. Bland annat blev det inte längre nödvändigt för bönderna att hålla stora spannmålslager, vilket minskade lagerförluster.

## Industriella revolutionen i Sverige

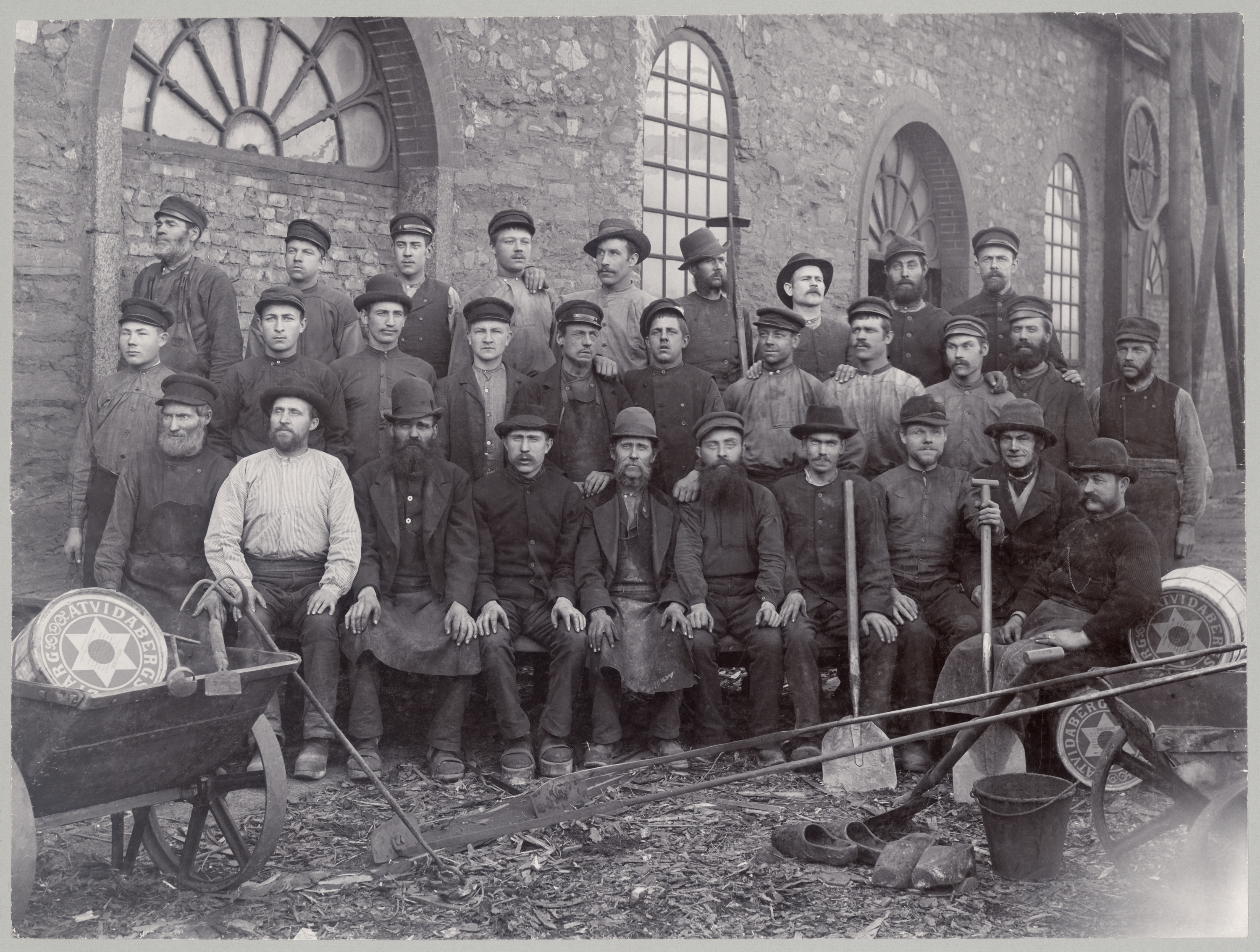
Kopparverksarbetare i Åtvidaberg, 1899–1900.

Industrialisering nådde Sverige under första hälften av 1800-talet. I Storbritannien började industrialiseringen med textilindustrin; även i Sverige inleddes den tidiga protoindustrialiseringen med industriell produktion av textil i hemindustrier på landsbygden. Den verkliga industrialiseringsvågen kom dock först igång under 1850-talet. Faktorer som bidrog till den industriella revolutionen i Sverige (liksom ursprungligen i England) var kortfattat följande: tillgången till råvaror, arbetskraft, kunskap, kapital, energitillgångar, tekniska uppfinningar och transportmöjligheter.
I Storbritannien (liksom i flera andra europeiska länder), hade skogstillgångar, järnmalm, samt sten- och träkol förbrukats under första halvan av 1800-talet så att landet i princip blev tomt på naturtillgångar. I Norden fanns större tillgång på naturresurser, och blickarna vändes bland annat mot de virkesrika skogarna i Norrland. Storbritannien avlägsnade sålunda på 1840-talet tullmurarna och övergick till frihandel, vilket avsevärt stimulerade den svenska exporthandeln.
I syfte att påskynda industrialiseringen antogs 1848 i Sverige en aktiebolagslag som gjorde det enklare för industrier att skaffa kapital. Lagen innebar begränsat ansvar och därmed gick enbart värdet av aktierna förlorade vid en eventuell konkurs. Den första industrialiseringen skedde med privat kapital. Med 1864 års förordning om fullständig näringsfrihet liberaliserades emellertid kreditmarknaden. Vid 1870-talets slut fanns 35 affärsbanker i riket.

### Skogsindustrin
Norrländska vattensågar hade funnits sedan 1500-talet, och lagar om flottning hade införts på 1700-talet i fiskeristadgarna. Exportmöjligheterna gjorde att många sågverksbolag uppstod och antalet vattensågar expanderade mycket snabbt vid 1800-talets mitt längs med Mellannorrlands kust. Vattensågarna ersattes snart av ångsågar, där landets första ångmaskin för industriellt bruk, ursprungligen avsedd både för kvarndrift och drift av sågverk, stod klar i Tunadal strax norr om Sundsvall någon gång under vintern 1849–1850. År 1860–1865 sågades mer virke med ångsågar än vattensågar. Ångsågat virke hade högre kvalitet och därmed högre pris, och ångsågarna kunde placeras vid utskeppningshamnar vid havet istället för längs med vattendrag, vilket reducerade transportkostnaderna. Den kunskap som fanns sedan tidigare i regionen om skogsbruk, flottning och sågverk var viktig för skogsindustrins genombrott. 
Omfattande inflyttning av arbetskraft till sågverksdistriktet skedde från olika delar av Norden. Åren 1900–1920 ökade papper och pappersmassa sin andel av Sveriges export, från runt 8 procent till nära 40 procent. De norrländska träpatronerna byggde upp stora kapital, och byggde herrgårdar och slott, men anklagades av inlandets skogsägare för tvivelaktiga affärsmetoder, kallat baggböleri. Export av trävaror var konjunkturkänslig och hade starkt fluktuerande marknad, och lönesänkningar gjorde att träpatronerna och staten kom i konflikt med arbetarna, exempelvis vid landets första stora strejk, Sundsvallsstrejken 1879, och vid konflikten i Ådalen 1931, som resulterade i dödsskjutning av arbetare. Sågverksepoken och inflyttningsvågen till Norrland bröts efter elektrifieringen och 1930-talets depression, varefter få stora sågverk överlevde.

### Järn- och stålframställning
Järnbruk hade placerats i skogrika områden i olika delar av landet sedan 1600-talet, vilka utvann malm fraktad främst från Bergslagen. Detta utgjorde tidigt en omfattande del av Sveriges export, och försåg såväl utländsk som svensk verkstadsindustri med råvara.  
Viktiga svenska gruvdistrikt har under historien varit Klackbergs gruvfält (känt från 1303 som Stålberget, verksamt till 1967), Grängesbergs gruvor (verksamma på 1500-talet till 1989) och de lappländska malmfälten, där malmbrytning inleddes 1741, och kom igång på allvar i samband med att järnvägen Malmbanan år 1902 satte hamnarna i Narvik och Luleå i förbindelse med malmfälten. En stor andel av Europas järnbrytning har sedan dess skett i Lappland av den statliga gruvkoncernen LKAB, grundad 1890.
Under 1830-talet infördes Lancashireprocessen i Sverige, som en härdfärskningsmetod för framställning av smidesjärn (välljärn) genom uppvärmning och färskning av tackjärn på en härd. 
Bruksdöden ägde rum under det sena 1800-talet och det tidiga 1900-talet, då en mängd mindre bruk lades ned och större järnverk istället grundades. Det hade blivit mer lönsamt att använda skogen för skogsindustri. Bruksdöden drabbade främst Bergslagen men även andra bruksorter i landet.